# Phú Bổn
Phú Bổn là một tỉnh cũ của Việt Nam Cộng hòa.

## Địa lý
Tỉnh Phú Bổn có vị trí địa lý: 
- Phía đông giáp tỉnh Phú Yên
- Phía tây giáp tỉnh Pleiku
- Phía nam giáp Đắk Lắk
- Phía bắc giáp tỉnh Pleiku và tỉnh Bình Định.

Tỉnh Phú Bổn có diện tích 4.822 km², dân số năm 1971 là 69.765 người.

### Địa hình
Phú Bổn nằm ở cao độ từ 150m đến 1.000 m, có núi rừng bao bọc chung quanh. Những ngọn núi cao ở đây gồm có Chu Tryan 1.331 m, Chu Kheur 1.088 m; Chu Dju cao 1.230 m, Chu Dlé Ya cao 1.215 m. Sông chính của Phú Bổn là sông Ba (người Thượng còn gọi là Ia Ba hay Ea Pa), bắt nguồn từ dãy núi Ngọc Rô, tây bắc tỉnh Kon Tum, chảy theo hướng bắc - nam, đến Cheo Reo thì hợp lưu với sông Ayun. Sông Ayun bắt nguồn từ chân núi Kon Lack (thuộc tỉnh Pleiku), chảy vào Phú Bổn theo liên tỉnh lộ số 7. Sông Ba có các sông nhánh chính là sông Ea Thul, phát nguồn từ núi Kong Wan Riom; sông Cà Lúi và sông Ba M'la, phát nguồn từ núi Chu Prong và sông Krông Năng phát nguồn từ núi Chu Dlé Ya. Vào mùa mưa, sông Ayun và sông Krông Năng thêm nước vào sông Ba làm lưu lượng nước chảy mạnh về phía đông nam, cuốn nhiều đất phù sa bồi đắp cho bình nguyên Phú Bổn.

### Khí hậu
Khí hậu Phú Bổn có hai mùa mưa nắng, mùa mưa từ tháng 4 đến tháng 9, mùa nắng từ tháng 10 đến tháng 3.

## Hành chính
Tỉnh Phú Bổn có thị xã Hậu Bổn (Cheo Reo) (tỉnh lỵ) và 3 quận: Phú Thiện, Phú Túc, Thuần Mẫn.
Quận lỵ Thuần Mẫn cách tỉnh lỵ Hậu Bổn 15 km về phía tây nam, nay nằm ở vùng giáp ranh hai tỉnh Gia Lai và Darlac.
| Dân số tỉnh Phú Bổn năm 1967 | Dân số tỉnh Phú Bổn năm 1967 |
| Quận                         | Dân số (người)               |
| ---------------------------- | ---------------------------- |
| Phú Thiện                    | 23.195                       |
| Phú Túc                      | 5950                         |
| Tổng số                      | 39.048                       |

Tỉnh Phú Bổn đa số là người Jarai và Bahnar,Chăm hroi.

## Lịch sử
Ngày 1 tháng 9 năm 1962, chính quyền Sài Gòn ban hành Sắc lệnh số 186-NV về việc thành lập tỉnh Phú Bổn trên cơ sở một phần phía Nam tỉnh Pleiku (thuộc Cheo Reo) và một phần phía Bắc tỉnh Đắk Lắk (huyện Thuần Mẫn). Tỉnh lỵ đặt tại thị xã Hậu Bổn (nay là thị xã Ayun Pa). Tỉnh Phú Bổn tồn tại cho đến khi miền Nam hoàn toàn giải phóng.

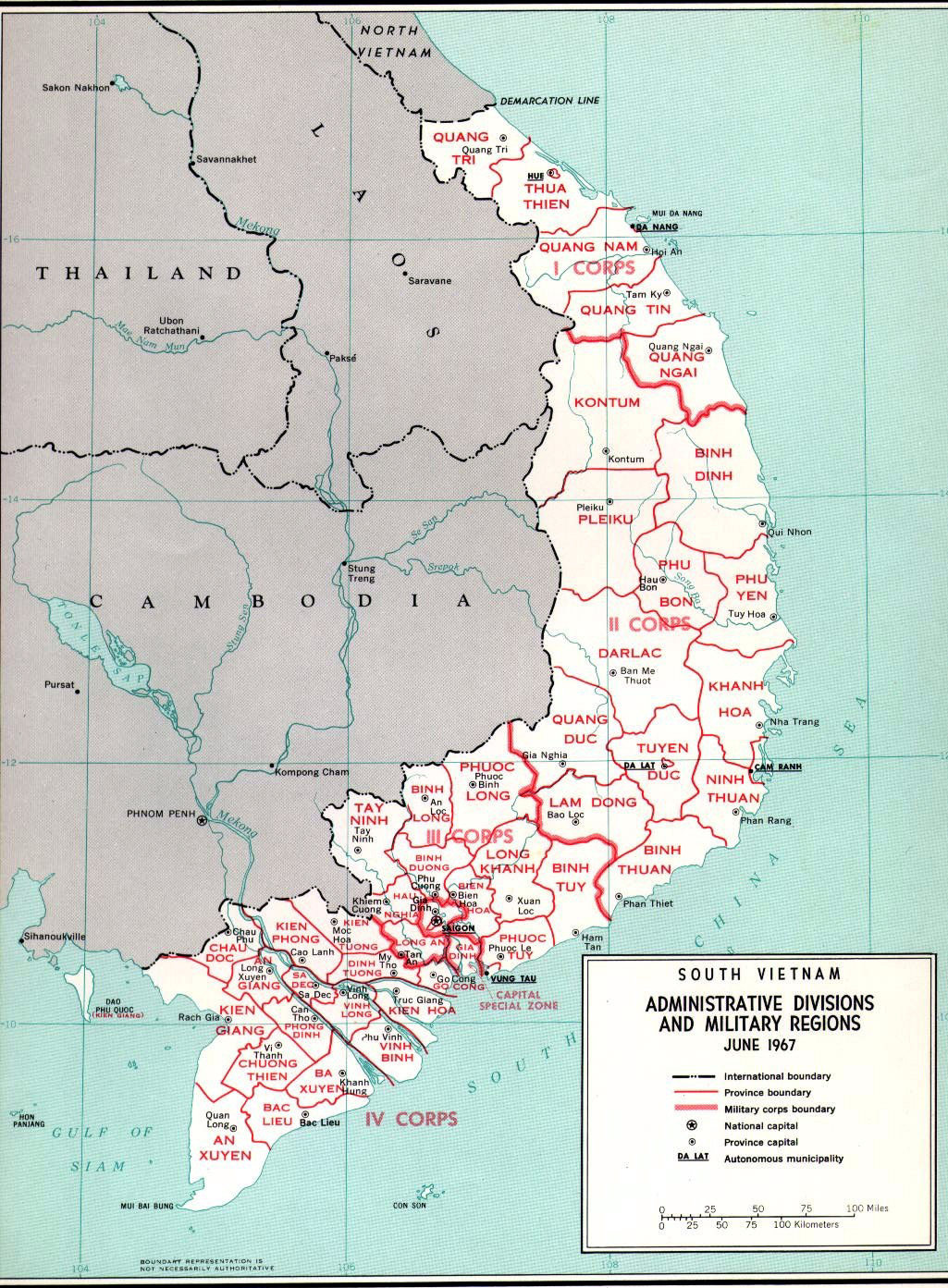
Bản đồ hành chính Việt Nam Cộng hòa năm 1967

Sau năm 1975, sáp nhập tỉnh Phú Bổn vào tỉnh Đắk Lắk và trở thành huyện Cheo Reo thuộc tỉnh Đắk Lắk.
Năm 1976, phần lớn huyện Cheo Reo lại được nhập sang tỉnh Gia Lai – Kon Tum và đổi thành huyện Ayun Pa (nay là thị xã Ayun Pa và các huyện Phú Thiện, Ia Pa, Krông Pa thuộc tỉnh Gia Lai), riêng vùng phía nam quận Thuần Mẫn nay thuộc huyện Ea H'leo, tỉnh Đắk Lắk.

## Giao thông
Liên tỉnh lộ 7 là đường giao thông quan trọng, nối Phú Bổn với các tỉnh lân cận.